# Hugo MacNeill

a Compétitions nationales et continentales officielles uniquement.

b Matchs officiels uniquement.
Dernière mise à jour le 11 septembre 2018.
 Hugh (Hugo) Patrick MacNeill, est né le 16 septembre 1958 à Dublin. C’est un ancien joueur de rugby à XV qui a évolué avec l'équipe d'Irlande au poste d’arrière.

## Carrière
Il a joué en club en dernier temps avec les London Irish (1985-86).
MacNeill a disputé son premier match international, le 7 février 1981 contre l'équipe de France. Son dernier match international fut contre l'équipe d'Angleterre, le 23 avril 1988.
Il a disputé quatre matchs de la coupe du monde 1987 et fut le meilleur marqueur d’essais de l'équipe d'Irlande.
Il a joué trois test matchs avec les Lions britanniques, en 1983 (Nouvelle-Zélande).
Le 22 octobre 1989, il est invité avec les Barbarians français pour jouer contre les Fidji à Bordeaux. Les Baa-Baas s'inclinent 16 à 32.

## Palmarès
- 37 sélections (+ 3 non officielles) avec l'Irlande
- Sélections par années : 5 en 1981, 4 en 1982, 4 en 1983, 4 en 1984, 4 en 1985, 5 en 1986, 8 en 1987, 3 en 1988
- Tournois des Cinq Nations disputés: 1981, 1982, 1983, 1984, 1985, 1986, 1987, 1988
- Vainqueur du tournoi des cinq nations en 1982, 1983 et 1985